# Sui tuoi passi
Sui tuoi passi è un film per la televisione, co-prodotto da Rai Fiction e Iterfilm nel 2008 per Rai Uno.

## Trama
A Salvatore, un calabrese emigrato al Nord, arriva la notizia della morte del figlio Carlo, assassinato nel quartiere turco di Berlino. L'uomo non riesce a farsi una ragione del fatto e intraprende un'indagine parallela a quella del commissario Claudia Dahl, convincendosi che Carlo sia finito in un giro poco pulito. Salvatore parte così per Berlino per far luce sugli ultimi giorni di vita del figlio.

## Produzione
Sui tuoi passi è stato girato in Italia e in Germania (e in particolare a Milano e Berlino). Il film, di genere drammatico, è diretto da Gianfranco Albano.

## Messa in onda
- Audience: 4.700.000 telespettatori
- Share: 17,4%[1]